# Gayenna brasiliensis
Gayenna brasiliensis är en spindelart som beskrevs av Roewer 1951. Gayenna brasiliensis ingår i släktet Gayenna och familjen spökspindlar. Inga underarter finns listade i Catalogue of Life.